# Hogna nimia
Hogna nimia là một loài nhện trong họ Lycosidae.
Loài này thuộc chi Hogna. Hogna nimia được Carl Friedrich Roewer miêu tả năm 1959.